# Francis Russell, 2. Earl of Bedford

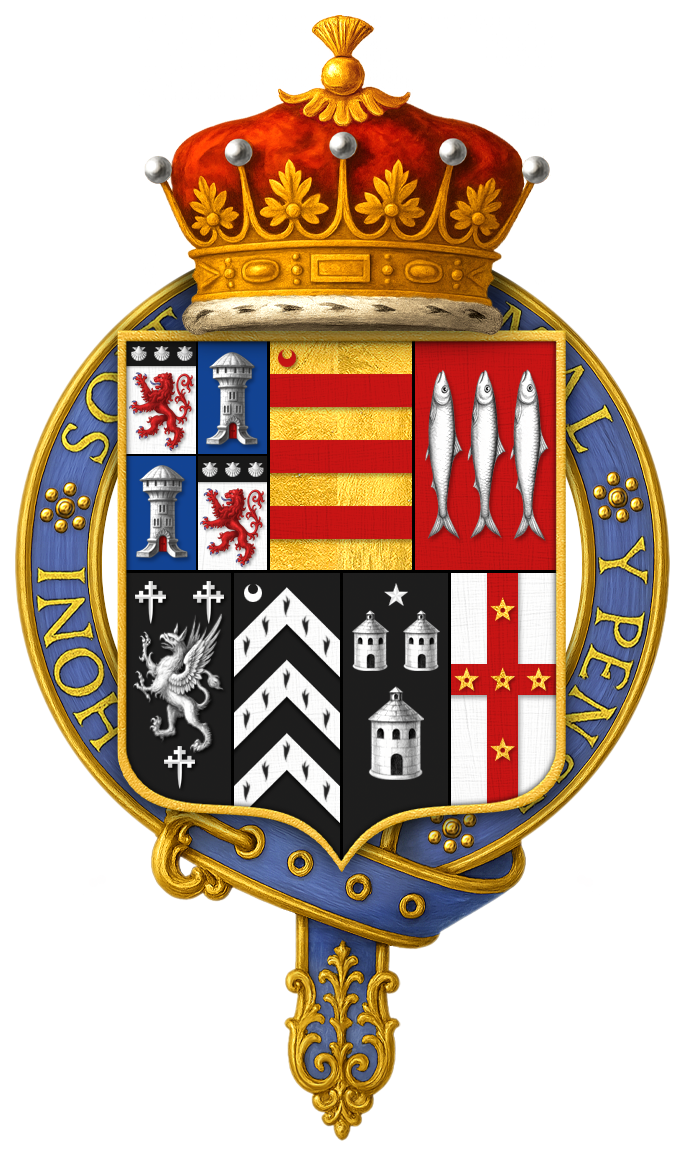
Wappen des Francis Russell, 2. Earl of Bedford

Francis Russell, 2. Earl of Bedford, KG, PC (* 1527; † 28. Juli 1585 in London) war ein englischer Peer und Politiker.

## Leben
Er war der einzige Sohn des John Russell, 1. Earl of Bedford, aus dessen Ehe mit Anne Sapcote. Als Heir apparent seines Vaters führte er ab 1550 den Höflichkeitstitel Lord Russell.
Im Rahmen der Krönung König Eduards VI. wurde er 1547 zum Knight of the Bath geschlagen.
Von 1547 bis 1548 amtierte er als Sheriff von Bedfordshire und Buckinghamshire und 1552 als Lord Lieutenant von Buckinghamshire. Von 1547 bis 1552 war er als Knight of the Shire für Buckinghamshire und 1553 für Northumberland Mitglied des House of Commons. Durch Writ of Acceleration wurde er am 1. März 1553 ins House of Lords berufen und erbte dadurch vorzeitig den nachgeordneten Adelstitel seines Vaters als 2. Baron Russell. Von 1553 bis 1580 hatte er das Amt des Lord Warden of the Stannaries inne.
Beim Tod seines Vaters erbte er 1555 auch dessen Titel als 2. Earl of Bedford. 1557 führte er ein englisches Kontingent an, das König Philipp II. von Spanien, der damals als Gatte von Königin Maria I. auch King Consort von England war, im Rahmen der Italienischen Kriege gegen Frankreich unterstützte und nahm an der siegreichen Schlacht bei Saint-Quentin teil. 1558 wurde er ins Privy Council aufgenommen. 1559 und erneut 1561 wurde er als englischer Botschafter nach Frankreich entsandt.
1564 erhielt die Ämter des Gouverneurs von Berwick und Warden of the East Marches. Im selben Jahr wurde er als Knight Companion in den Hosenbandorden aufgenommen. Von 1584 bis 1585 hatte er das Amt des Lord Lieutenant von Cornwall, Devon und Dorset sowie das Richteramt des Chief Justice in Eyre, South of Trent, inne.
Seinem zweitgeborenen, aber ältesten überlebenden Sohn John wurde im Januar 1581 vorzeitig sein nachgeordneter Titel als 3. Baron Russell übertragen, als dieser Juli 1584 ohne männliche Nachkommen starb, fiel der Titel an ihn zurück. Als er selbst am 28. Juli 1585 an einer Wundbrandinfektion starb, erbte sein Enkel Edward Russell (1572–1627), der einzige Sohn seines dritten Sohnes Francis, der nur einen Tag zuvor bei einem Scharmützel an der schottischen Grenze getötet worden war, seine Adelstitel als 3. Earl of Bedford und 4. Baron Russell.

## Ehen und Nachkommen
In erster Ehe heiratete er spätestens 1556 Margaret Gostwick († 1562), Witwe des Sir John Gostwick († 1562), Schwester des Oliver St. John, 1. Baron St. John of Bletso, und Tochter des Sir John St. John. Mit ihr hatte er vier Söhne und drei Töchter:
- Edward Russell, Lord Russell († 1572), ⚭ um 1571 Jane Sibella Morrison;
- John Russell, 3. Baron Russell († 1584), MP, ⚭ 1574 Elizabeth Hoby (1528–1609), Witwe des Sir Thomas Hoby, Tochter des Sir Anthony Cooke;
- Francis Russell, Lord Russell (⚔ 1585), MP, ⚭ 1571 Juliana Foster († vor 1585), Tochter des Sir John Foster;
- William Russell, 1. Baron Russell of Thornhaugh (um 1558–1613);
- Lady Anne Russell (1548–1604), ⚭ 1565 Ambrose Dudley, 3. Earl of Warwick;
- Lady Elizabeth Russell († 1605), ⚭ 1583 William Bourchier, 3. Earl of Bath;
- Lady Margaret Russell (1560–1616), ⚭ 1577 George Clifford, 3. Earl of Cumberland.

In zweiter Ehe heiratete er am 25. Juni 1566 Hon. Bridget Manners, Witwe des Sir Richard Morrison und des Henry Manners, 2. Earl of Rutland († 1601), Tochter des John Hussey, 1. Baron Hussey. Die Ehe blieb kinderlos.